# مسجد امام مهدی
مسجد مهدی امام (عربی: امام مهدی مسجد) مسجدی است که در شهر کویت، و در پایتخت کویت واقع شده‌است. این مسجد در سال ۱۹۹۵ ساخته شده‌است.